# Volo Golden West Airlines 261
Il volo Golden West Airlines 261, un De Havilland DHC-6 Twin Otter, si scontrò con un Cessna 150 (N11421) di proprietà della CessnAir Aviation, Inc., vicino a Whittier, in California. L'incidente avvenne il 9 gennaio 1975 alle 16:07 PST circa, mentre il sole era a soli 9 gradi sopra l'orizzonte occidentale, direttamente negli occhi dei piloti del volo GW 261.
Entrambi i velivoli vennero distrutti dalla collisione e dal successivo impatto al suolo. I 10 passeggeri e i 2 piloti del Twin Otter, assieme al pilota istruttore e l'allievo pilota del Cessna 150, persero la vita. I detriti caddero sulle case e sui prati, ma nessuno a terra rimase ferito. I relitti dei due aerei si sparsero su un'area di 8-10 isolati. La fusoliera del Twin Otter cadde nel cortile della Katherine Edwards Middle School, dove circa 300 spettatori stavano assistendo a una partita di basket all'aperto, mentre le ali precipitarono a due isolati di distanza. La fusoliera del Cessna cadde nel cortile di una casa, a circa due isolati dalla fusoliera dell'Otter.
Il Cessna colpì il lato sinistro del Twin Otter con un angolo approssimativo di 90 gradi. "(1) il muso e il pannello degli strumenti del Cessna erano conficcati nella fusoliera del Twin Otter davanti all'ala; (2) i tagli dell'elica nell'ala destra del Cessna formavano un angolo di circa 88 gradi con il bordo anteriore dell'ala; e (3) il motore sinistro del Twin Otter è stato spinto all'interno dalla collisione." Alcuni testimoni a terra affermarono che nessuno dei due aerei effettuò alcun tentativo di manovra dell'ultimo momento per evitare la collisione.
Il volo GW 261 era un volo passeggeri di linea regolare tra l'aeroporto internazionale di Ontario (ONT) e l'aeroporto internazionale di Los Angeles (LAX), California. Il volo era partito da ONT alle 1556 PST, secondo un piano di volo basato sulle regole del volo a vista (VFR), a differenza del velivolo più grande, giunto al LAX secondo le regole di volo strumentali (IFR).
I voli IFR dovevano rimanere entro i confini dell'area di controllo del terminal (TCA) del Gruppo 1 di Los Angeles, mentre gli aerei più piccoli dovevano rimanere al di fuori del TCA, fino al punto di ingresso designato, che è stato specificato nel loro arrivo TCA VFR assegnato. Nel caso del GW 261, doveva rimanere al di fuori del TCA fino a 10 DME del localizzatore destro della pista 24, ed entrare ad un'altitudine di 1.500 piedi MSL. La parte superiore del TCA era di 7.000 piedi, mentre la base variava a seconda della distanza da LAX. Questo lo mescolava con tutto il traffico VFR di piccoli aerei nel bacino di Los Angeles, privo di  transponder. La maggior parte di questi non stavano volando all'aeroporto di Los Angeles, quindi non erano in comunicazione radio con i controllori di volo. L'unica indicazione era il metodo "vedere ed essere visti" per evitare le collisioni. Quel metodo antiquato di separazione del traffico non funzionò quel giorno, come del resto in molte altre occasioni nelle aree ad alta densità di traffico.

## Causa probabile
"Il National Transportation Safety Board determina che la probabile causa dell'incidente è stata l'incapacità di entrambi gli equipaggi di vedere l'altro aereo in tempo sufficiente per avviare un'azione evasiva. Il Board non è in grado di determinare il motivo per cui ciascun equipaggio non è riuscito a vedere ed evitare l'altro aereo, tuttavia ritiene che la capacità di entrambi gli equipaggi di rilevare l'altro velivolo in tempo fosse ridotta a causa della posizione del sole, dell'angolo cieco dell'aeromobile e della necessità per l'equipaggio del Twin Otter di acquisire un contatto visivo con il traffico segnalato dal radar direttamente di fronte a loro."